# 鄭樵
鄭樵（1104年5月7日—1162年4月3日），字漁仲，自号溪西遗民，南宋興化軍莆田（今福建莆田）人，宋代史學家、目錄學家，世稱夾漈先生。

## 生平
北宋崇寧三年（1104年），三月三十日出生于書香門第，自小啟蒙於良好的家庭教育。
宣和元年（1119年），父郑国器卒于姑苏（今江苏苏州）。鄭樵一生無意於科舉，刻苦力學三十年，立志讀遍古今書，他與從兄鄭厚到處借書求讀，“寸阴未尝虚度，风晨雪夜执笔不休，厨无烟火而讽诵不绝”，立志“欲读古今之书，欲通百家之学，欲讨六艺之文而为羽翼，如此一生则无遗恨”，畢生從事學術研究，为了解草木、虫魚的生长状况，他与“田夫老野往来、与夜鹤晓猿杂处”，自负不下刘向、扬雄，並结识当时的抗金名将如李纲、韩世忠。
紹興十九年（1149年），赴京獻《詔藏秘府》一百四十卷，授右迪功郎，未接受。
紹興二十二年（1152年），同安主簿朱熹上山拜見鄭樵，鄭樵僅用“豆腐、白盐、白薑、荞头”相待，两人谈诗论文三天三夜；下山时，朱熹的书童对此颇有微词，朱熹却说：“此‘四白’乃山珍海味齐全也”。
紹興二十七年（1157年），《通志》初稿完成，其中《通志》的“二十略”涉及諸多知識領域，堪稱世界上最早的一部百科全書。這年王纶荐郑樵。
绍兴二十八年（1158年），應高宗召對，授右迪功郎、禮兵部架閣文字，後改監潭州南嶽廟。
紹興三十一年（1161年），鄭樵步行三千里至臨安，獻《通志》一書，此時高宗幸建康（今江苏南京），無緣得見，詔升為樞密院編修兼權檢詳諸房文字。
紹興三十二年（1162年），春天高宗趙構返臨安，三月七日命鄭樵呈獻《通志》，詔旨下達之日，鄭樵病卒。

## 著述
鄭樵著述等身，“十年為經旨之學”，有《書考》、《詩辨妄》、《春秋考》等；“三年為禮樂之學”，有《謚法》、《系聲樂府》等；“三年為文字之學”，有《象類書》、《續汗簡》、《梵書編》等；“五六為天文地理之學，為蟲魚草木之學，為方書之學”，《天文書》、《春秋地名》、《爾雅注》、《詩名物誌》、《本草成書》等；“八九年為討論之學，為圖譜之學，為亡書之學”，有《求書闕記》、《校仇備略》、《書目正訛》、《圖書志》、《集古系地錄》等，凡81部900餘卷，但流傳不多，僅《通志》、《爾雅注》、《詩辨妄》、《六經奧論》、《系聲樂譜》二十四卷與《夾漈遺稿》等。其中，記載典章制度的《通志》一書最為重要，其中《二十略》相当于正史中的书志，是一本由三皇五帝，記載到隋唐時代的政書。

## 評價
- 《四庫全書總目提要》中指出：“南北宋間記誦之富，考證之勤，實未有過於樵者。”
- 章学诚说：“郑君区区一身，僻处寒陋，独犯马、班以来所不敢为者而为之，立论高远。”[10]
- 梁启超曾高度评价郑樵对史学的贡献：“宋郑樵生左（左丘明）、司（司马迁）千岁之后，奋高掌，迈远蹠，以作《通志》，可谓豪杰之士也……史界之有樵，若光芒竞天一彗星焉。”
- 呂振羽賦詩稱讚鄭樵與《通志》：“史通莆鄭著新編，門類略析脈絡全。食貨藝文顛主次，古今通變敘禪緣。敢提疑偽同知己，忍摭傳聞近史遷。未若船山闡理勢，廣搜博引仰莆田。”